# 白石朋也
白石 朋也（しろいし ともや、1979年2月23日 - ）は、日本の俳優。福島県出身。株式会社アービング所属。元ガンバ大阪ユース所属。

## 来歴
大商学園高校を卒業。
幼稚園から小学校1年生まで神奈川県で過ごし、桐光学園みどり幼稚園在籍中に読売サッカークラブに所属。小学校2年生から大阪に引っ越し、立ち上げた当初の釜本FCに場所を移す。その後ガンバ大阪Jr.ユース、ガンバ大阪ユース3期生として、1期生の宮本恒靖、4期生の稲本潤一、新井場徹、橋本英郎、5期生の大黒将志、二川孝広らと活躍をした。
1997年に株式会社アービング第1号の俳優として、青山メインランド（代表：西原良三）のCMでデビュー。CM「青山メインランド」のCMソングで作詞も手掛け歌手としてもデビュー。
メイン曲はテレビ東京系「たけしの誰でもピカソ」エンディングテーマ
1998年7月2日～同年9月17日に放送された、高島礼子主演のテレビ朝日系列『女教師』でテレビドラマレギュラーデビュー。
2001年、ゆうばり国際ファンタスティック映画祭に出品作品、映画『レディプラスティック』で主演を務める。主な出演作品に、映画では  HiGH&LOWシリーズ 、TBS『劇場版 S～最後の警官～』、『新・大久保物語』、『君はノーサイドの笛を聞いたか 』、『バツゲーム2』、『タナトス』、『新・影の軍団』などに出演。
テレビドラマでは2009年NHK大河ドラマ『天地人』、2013年NHK大河ドラマ『八重の桜』、日本テレビHiGH&LOWシリーズ 、日本テレビ『恋のから騒ぎドラマスペシャル　荷台に乗せられた女』、TBS『アリスの棘』NHK『さよならアルマ』、TBS『新撰組PEACE MAKER』フジテレビ『鬼嫁日記 いい湯だな』テレビ東京開局40周年記念ドラマ『国盗り物語』フジテレビ『花村大介』などに出演。
舞台にも積極的に出演し、堤幸彦主宰キバコの会の第二回公演(脚本:福田雄一)『フォトジェニック(2010)』から全て参加して高い評価を受けている。また、タレントや俳優として活躍しているIZAM主宰の劇団『ベニバラ兎団』に「風間山荘(2011)」より参加し、こちらでも高い評価を受ける。
シーズン1より 、日本テレビドラマ『HiGH&LOW-THE STORY OF S.W.O.R.D.-』に家村会の江藤役で出演していて、2017年8月19日公開『HiGH&LOW THE MOVIE 2 / END OF SKY』、2017年11月11日公開『HiGH&LOW THE MOVIE 3 / FINAL MISSON』にも九龍グループ家村会の江藤役で出演している。

## 人物
持ち前の運動能力を生かして、2007年にTBS『最強の男は誰だ!壮絶筋肉バトル!!スポーツマンNo.1決定戦』に出演経験がある。交友関係も広く、椎名桔平、いしだ壱成、IZAM、ラモス瑠偉、北澤豪らとサッカーやフットサルもしている。
趣味はサッカー、フットサル、映画鑑賞。特技はアクション、殺陣、キックボクシング。
出演作品の『君はノーサイドの笛を聞いたか』は、オーストラリアのシドニーでオールロケ。
日系人で初めてオーストラリア代表【ワラビーズ】に選ばれたブロウ イデ役の主役を演じた際に、オーストラリア好きとなる。

## 出演

### テレビドラマ
- 女教師（1998年7月、テレビ朝日） - 山田秀明
- 可愛いだけじゃダメかしら（1999年1月、テレビ朝日） - 佐藤
- 国産ひな娘 第15話（1999年7月、テレビ東京） - 中田和也
- 花村大介 第8話（2000年8月、フジテレビ） - 田崎和也
- はみだし刑事情熱系パートⅥ（2000年1月、テレビ朝日） - 栗山茂幸
- 恋のから騒ぎドラマスペシャル 荷台に乗せられた女（2000年1月、日本テレビ）
- 傷だらけのラブソング 第5話（2001年11月、フジテレビ） - 隆
- テレビ東京開局40周年記念 新春ワイド時代劇「国盗り物語」（2005年1月、テレビ東京） - 毛利新助
- 鬼嫁日記 いい湯だな（2007年4月、フジテレビ） - サトシ
- NHK連続テレビ小説「どんど晴れ」（2007年6月、NHK）
- 牛に願いを（2007年9月、フジテレビ）
- ワタシ2・1（2007年9月、関西テレビ）
- NHK大河ドラマ「天地人」（2009年8月、NHK）
- 新撰組 PEACE MAKER（2010年1月、TBS）
- NHKスペシャルドラマ「さよなら、アルマ〜赤紙をもらった犬〜」（2010年12月、NHK）
- 冬のサクラ（2011年2月、TBS）
- おかしな刑事 第8話（2011年12月、テレビ朝日） - 有賀智明
- 俺の空 第7話（2011年12月、テレビ朝日）
- MONSTERS（2012年10月、TBS） - 原秀治
- NHK大河ドラマ「八重の桜」（2013年1月、NHK） - 小出鉄之助
- アリスの棘（2014年4月、TBS） - 谷宏之
- HiGH&LOW〜THE STORY OF S.W.O.R.D.〜（2015年10月、日本テレビ）
- 日本沈没-希望のひと- 第5話（2021年11月、TBS） - 男性職員
- 真犯人フラグ 第12話（2022年1月16日、日本テレビ）
- 特捜9 season5 第1話（2022年4月6日、 テレビ朝日）- 土井崇
- マイファミリー 第1話 - 第3話・第7話・第8話（2022年4月10日 - 24日・5月22日・29日、TBS）
- ラストマン-全盲の捜査官- 第6話（2023年5月28日、TBS） - 工藤圭
- 仮面ライダーガッチャード 第14話・第15話・第49話（2023年12月10日・17日・2024年8月18日、テレビ朝日） - 間辺譲

### 舞台
- 1999.7 「ブラックハウス」出演（全7回公演）
- 2003.5 「長山洋子新宿コマ・梅田コマ公演」出演
- 2008.9 「鞍馬天狗」/博品館劇場
- 2009.2 「蛇姫様 ～わが心の奈蛇～」/ル テアトル銀座
- 2009.3 「竜 小太郎 ～華舞台～」/池袋・サンシャイン劇場
- 2009.9 「飛行機雲 2009 ～流れる 雲よ～」/渋谷スペース・ゼロ
- 2010.4 キバコの会第2回 「フォトジェニック」/ザ・スズナリ
- 2010.6 「ちはやぶる神の国」/俳優座劇場
- 2010.10 「お～い！竜馬」/シアターサンモール
- 2011.4 ベニバラ兎団vol.6 「行け！風間山荘！！」ザムザ阿佐ヶ谷
- 2011.6 「流れる雲よ」　新国立劇場
- 2012.1 ベニバラ兎団vol.9 「Mr.教授の危険なマスカレイド」/青山円形劇場
- 2012.2 キバコの会第3回 「ギターを待ちながら」/赤坂RED THEATER
- 2012.6 ベニバラ兎団vol.11 「ラ・ヌーヴォー　キャバレーカルチェラタン！1950」/渋谷劇場
- 2013.2 キバコの会第4回 「ギターを待ちながら」～やったぜ！本多スペシャル！～/本多劇場
- 2013.3 ベニバラ兎団vol.13 「6 –SIX- 『Unit３：RED SCREAM』」/中目黒 WoodyTheatre
- 2013.7 ベニバラ兎団vol.14 「パライソの海　～小さな花の夜露に映る月～」/青山円形劇場
- 2014.1 ベニバラ兎団vol.15 「VAMPIST」 /池袋 Theater Green BIGTREE THEATER
- 2014.5　 ベニバラ兎団vol.14 「パライソの海～小さな花の夜露に映る月～」熊本公演 熊本県 天草市民センターホール / 松島総合センター『アロマ』
- 2014.9 キバコの会第5回 「KAKOCHI-YA」/赤坂レッドシアター
- 2014.10 ベニバラ兎団vol.16 「The Grim Reaper 〜ようこそ、死神たちのハロウィンパーティーへ〜」/新宿 全労済ホール/スペース・ゼロ
- 2015.4　ベニバラ兎団vol.17 「SIX DAYS」/新宿 Theater SUNMALL
- 2015.12 ベニバラ兎団vol.18 「絢爛ベルエポック」＠渋谷CBGK シブゲキ！
- 2016.1　ベニバラ兎団vol.19 「平安シャングリラ！ 〜いいな極楽、鳴くな鶯、宮中烈伝〜
- 2016.11 ベニバラ兎団vol.20 「パライソの海 ー小さな花の夜露に映る月ー 』Supported by 青山メインランド

### 映画
- LADY PLASTIC（2001年9月29日）
- 新・影の軍団（2003年4月）
- IZO（2004年8月21日）
- ワースト＠コンタクト（2005年） - 鈴木巡査
- その手をください（2006年）
- 探偵同盟（2006年）
- 喰いしん坊!（2006年） - 船場(遠山響子会長の秘書)
- カジノ2（2008年） - カジノ「ベガス」ディーラー ソガ
- ドキュメンタリー映画「君はノーサイドの笛を聞いたか」（2009年）
- タナトス（2011年）
- バツゲーム 2（2012年）
- 新・大久保物語（2013年）
- ゼウスの法廷（2014年）
- CONFLICT 〜最大の抗争〜（2016年） - 天道会兵頭組若頭補佐 田所修二
- S -最後の警官- 奪還 RECOVERY OF OUR FUTURE（2015年） - SST副隊長 前田 役
- HiGH&LOW THE MOVIE2／END OF SKY（2017年8月）
- HiGH&LOW THE MOVIE3／ FINAL MISSION（2017年11月）

### Vシネマ
- ケンカ包丁 義（2000年）
- 偽装殺人（2001年）
- ゾク議員 第二部（2007年） - 宮浦市議会議員 古谷直人（無所属）
- 白竜6 仁義の火群(ほむら)（2008年） - 二代目南洲組組員 トノオカ
- 仁義の聖戦 ジャックナイフ 完結編（2012年） - 木元組組員
- 暴力水滸伝（2014年）
- 疵と掟3（2019年）
- 日本極道戦争1,2（2019年） - 三代目神征会吉永組若頭補佐 金子正嗣

### CF
- 1997.1 TV-CM　株式会社青山メインランド
- 1998.11 じゃらんDEトーキョークラブガイド
- 1999　VISA CASHカード広告
- 1999.4 TV-CM　協和エクシオ
- 2003.4 TV-CM　グッドウィル「モバイト・ドット・コム」
- 2007.9 GYAO「青山メインランド」
- 2013.8 「青山メインランド」サラリーマン編

### 音楽
- 1998.3 1stシングル「KEEP ON DRIVIN’」 ガウスエンタテインメント
※テレビ東京「たけしの誰でもピカソ」エンディングテーマ曲
1stシングルカップリング曲「ありふれた幸せ」
- 2010 真野恵里菜「元気者で行こう」PV 出演

### ラジオ
- 1998.1 MBCラジオ（南日本放送）「白石朋也のVIVA STRIKERS」
- 1999.4 SBSラジオ（静岡放送）「白石朋也のVIVA STRIKERS」
- 2000.4 TOKYO-FM80.0「白石朋也のTOKYO-STREET」